# Cycas inermis
Cycas inermis es una especie de Cycadopsida del género Cycas, de la familia Cycadaceae, del orden Cycadales.

## Distribución
Cycas inermis se distribuye por Laos (Khammouan) y Vietnam (Da Nang, Dong Nai, Khanh Hoa, Quang Nam).

## Taxonomía
Fue descrita científicamente por el botánico portugués João de Loureiro. Fue publicado por primera vez en Flora Cochinchinensis 2: 632. en 1793.